# Bandorá
Bandorá (em inglês: Bandra; em marata: वांद्रे)  é atualmente uma área suburbana na costa noroeste de Bombaim, na Índia, que durante o século XVI foi uma possessão portuguesa. O território passou para posse portuguesa na sequência da assinatura do Tratado de Baçaim, entre o Sultanato de Guzarate e as forças portuguesas lideradas pelo governador-geral Nuno da Cunha e Diogo da Silveira. Em 1661, quando Carlos II de Inglaterra casou com Catarina de Bragança, a ilha de Bombaim foi oferecida a Inglaterra como parte do dote. No entanto, a ilha de Salsete, onde se encontra Bandorá, não foi incluída no tratado e permaneceu na posse portuguesa.
Os jesuítas controlaram a ilha até 1739, ano em que perante a ameaça de uma invasão, apelaram aos ingleses por apoio militar. Apesar do protesto dos jesuítas, o exército inglês destruiu grande parte dos edifícios jesuítas na região de modo a impedir o seu uso pelos maratas, os quais conquistaram e governaram a região durante as duas décadas seguintes. Com a assinatura do Tratado de Surat em 1775, Bandorá passou a fazer parte do Império Britânico, embora tenha novamente passado para a posse dos maratas em 1779 durante a Primeira Guerra Anglo-Marata. Passaria novamente para a posse inglesa com a assinatura do Tratado de Baçaim de 1802, até à independência do território indiano em 1947.[carece de fontes?]